# Alfred Kroeber
Alfred Louis Kroeber (11 de junio de 1876-5 de octubre de 1960) fue un investigador muy influyente en la antropología estadounidense a través de su exhaustivos trabajos durante la primera mitad del siglo XX. 
Nació en Hoboken, Nueva Jersey. Recibió su doctorado de manos de Franz Boas en la Universidad de Columbia en 1901, basado en la disertación sobre su trabajo de campo entre los arapaho. Pasó buena parte de su carrera en California, sobre todo en la Universidad de Berkeley. El edificio de la jefatura del Departamento de Antropología en Berkeley lleva el nombre de Kroeber Hall, en su honor.
”Decano de los antropólogos norteamericanos... Kroeber consiguió su licenciatura y máster en letras en 1896 y 1897. Este fue un periodo crucial, tanto en la vida de Kroeber como en la historia de la antropología... Kroeber publicó un amplio e influyente libro de textos Anthropology, en 1923 e hizo una cantidad casi increíble de etnografía... realizó trabajo etnológico en Nuevo México, México, Perú, India, la mayor parte de Oriente y el sudoeste de Asia” (Bohannan & Glazer, 2007). En ese sentido, las excavaciones encabezadas por él en Nuevo México, México y Perú son destacables. 
El texto Anthropology (1923, 1948) fue empleado durante muchos años como manual de formación de los antropólogos.
Aunque Kroeber fue ante todo un antropólogo cultural, hizo importantes contribuciones a la arqueología. Su legado a la disciplina antropológica consistió en las relaciones que estableció entre la investigación etnográfica y los datos arqueohistóricos.

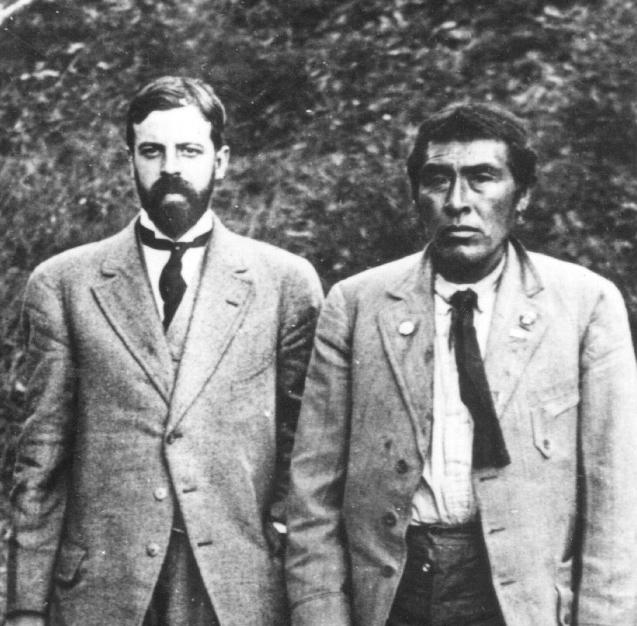
Alfred L. Kroeber con Ishi en 1911.

Kroeber y sus estudiantes dieron particular importancia a la colección de datos culturales sobre las tribus indígenas del Suroeste estadounidense. Su trabajo sobre los indios californianos constituyó la base del Handbook of Indians of California, publicado en 1925. Este énfasis en la preservación de datos sobre las culturas indígenas ha sido llamado "etnografía de emergencia." Es conocido por su aportación teórica, mediante conceptos como área cultural y configuración cultural que aparecen bien definidos en Cultural and Natural Areas of Native North America, obra publicada en 1939.
Kroeber es crítico fundamental del realismo cultural, ”el periodo de realismo cultural en la antropología norteamericana no solo refleja una gran pobreza de la teoría, sino también las dificultades de la antiteoría... produjeron bastante etnografía ...Kroeber usó la idea para explicar algo sobre cultura... la etnografía y con enfoques psicológicos le acerca mucho a Émile Durkheim, con énfasis en lo social durante el más patente periodo relativista cultural en la antropología norteamericana.
Kroeber también estuvo interesado durante mucho tiempo en la naturaleza de la cultura y la manera en que la cultura formaba modelos reconocibles y persistentes. Asoció la idea con lo superorgánico... mostró la importancia de lo superorgánico, así como del modelo, investigando los cambios en la moda femenina... las modas de las mujeres, más que mostrar meramente una elección personal, muestran modelos culturales... el principio básico era que las sociedades desarrollan frecuentemente configuraciones culturales espasmódicamente” (Bohannan & Glazer, 2007). Esto da pauta  para compezar a hablar de la teoría de Kroeber, que es muy importante para comprender su forma de practicar la antropología.
Su teoría de lo superórganico “entiende a la cultura como una súper realidad que existe por encima y más allá de sus portadores individuales y establece sus propias leyes” (Silva, 2007).  
Es una forma de pensar > antítesis que lo complementan, existe un equilibrio de opuestos que se excluyen, por ejemplo alma-cuerpo, físico-mental, vida-social, orgánico-cultural. La historia ha tenido su desarrollo en lo orgánico (ciencias biológicas) contando la historia mediante bases lineales y evolutivas, el crecimiento gradual de desarrollo > evolución de la civilización = las plantas y animales - evolución orgánica - crecimiento cultural.
Existe una confusión de crecimiento entre plantas y sociedad ya que son muy parecidas, ya que hay cosas que llegan a través de la herencia y hay otras que llegan a través de otros agentes. Procesos de desarrollo de la civilización es por acumulación (que quiere decir que no necesariamente cambia morfológicamente, las civilizaciones pueden avanzar o modificarse sin ningún tipo de alteración constitucional humana), esto difiere a la evolución orgánica que por lo general tiende a tener cambios en el organismo del animal. 
Evolución orgánica - Procesos hereditarios basados en esencia de la herencia morfológica. 
Evolución social - No está ligada a los factores hereditarios. 
Biológicamente el cuerpo se adapta según el ecosistema, así sean animales de una misma especie si una se encuentra en una zona más fría tenderá a tener más cabello y viceversa en quien esté más templado, su adaptación no será de esa manera (diferencia NO racial, NO individual).
En cambio el humano su adaptación no es biológica. La distinción entre el animal y el hombre NO es físico-mental, sino social-orgánico, ya que en civilización el hombre tiene algo de lo que el animal carece. En cuestión de la comunicación los animales la heredan y por ende es orgánica y el humano su comunicación no es hereditaria sino que se aprende dependiendo de las diferencias individuales.
Lenguaje- Producto social- NO orgánico 
Civilización diferente a Herencia (Kahn, 1917). Para entender a Kroeber es importante entender su teoría de lo Superorganico.
Kroeber y Roland Dixon fueron muy influyentes en la clasificación de las lenguas amerindias de América del Norte. Es responsable de la clasificación en grupos como las lenguas penutíes y lenguas hokanas.
Es memorable su trabajo con Ishi, que fue llamado (no sin controversia) el último de los indios yahi, de California. Su segunda esposa, Theodora Kroeber, escribió una biografía muy difundida sobre Ishi, llamada Ishi in Two Worlds.
Kroeber fue padre del académico Karl Kroeber y de la escritora de ciencia ficción Ursula K. Le Guin con su segunda esposa, Theodora. Además adoptó a los hijos de ésta en su primer matrimonio, Ted y el historiador Clifton Kroeber. En 2003 Clifton y Karl publicaron un libro en conjunto, sobre el famoso informante yahi de su padre. Este libro lleva por título Ishi in Three Centuries. Este es el primer texto escolar sobre Ishi que incluye textos escritos por indígenas.